# Leptostylus signaticauda
Leptostylus signaticauda là một loài bọ cánh cứng trong họ Cerambycidae.